# Sandra Ortega Mera
Sandra Ortega Mera (La Coruña, 19 de julio de 1968) es una heredera y multimillonaria española. Además es la segunda persona más rica de España tras su padre Amancio Ortega.

## Biografía
Sandra Ortega Mera es la hija de Amancio Ortega Gaona, fundador de Inditex y una de las personas más ricas del mundo, y de su primera mujer, Rosalía Mera Goyenechea. Es licenciada en Psicología por la Universidad de Santiago de Compostela.

## Carrera

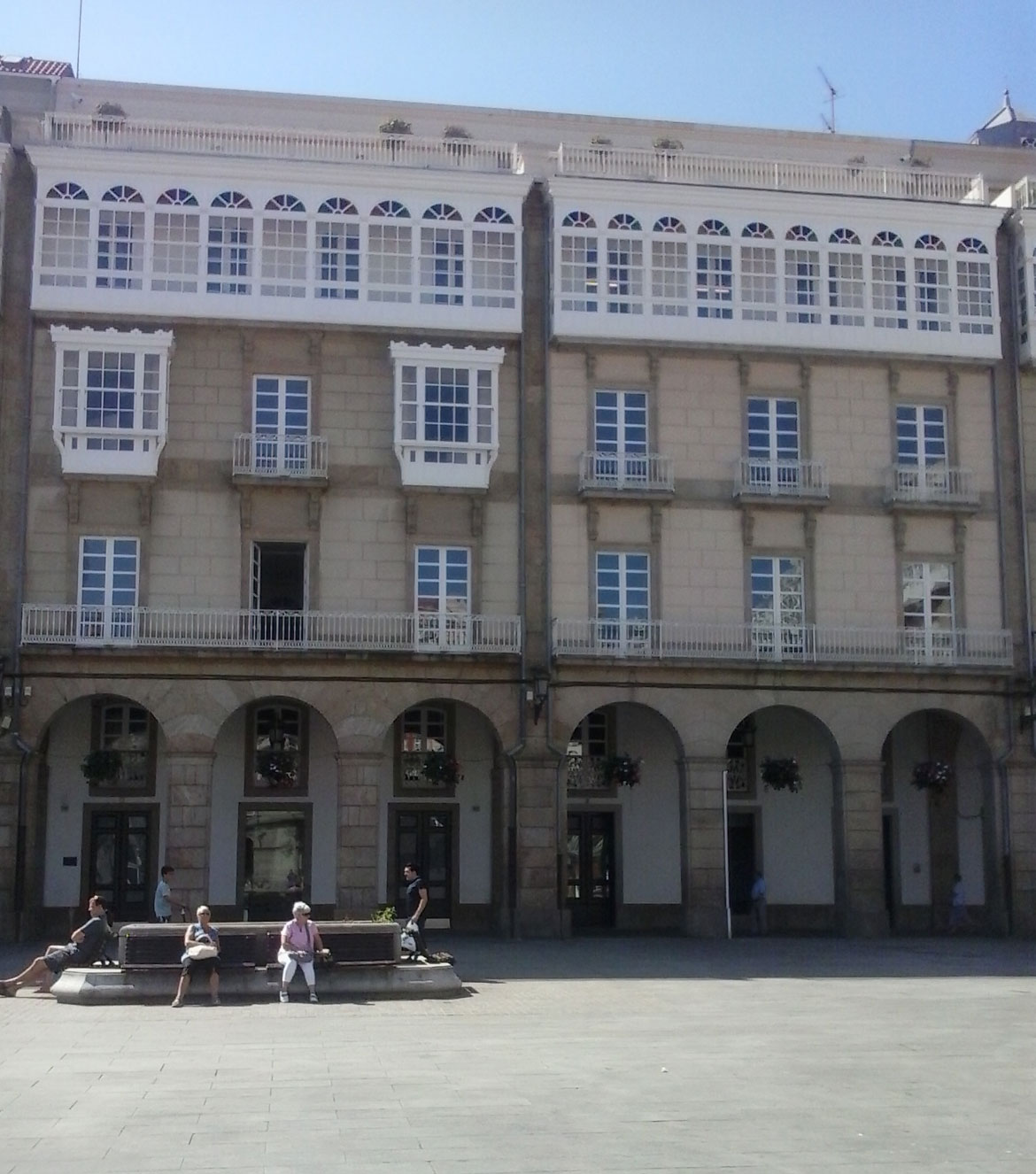
Fundación Paideia de Rosalía Mera, Praza de María Pita A Coruña Galiza

Tras la muerte de su madre Rosalía Mera en 2013, heredó su participación del 7% en Inditex, dado que su hermano Marcos nació con una parálisis cerebral, y se convirtió en la mujer más rica de España con un patrimonio neto de 7300 millones de dólares.
Sandra Ortega es actualmente la presidenta de la Fundación Paideia Galiza, entidad ubicada en La Coruña que su madre fundó para dar oportunidades de integración a personas con discapacidad.

## Vida personal
Está casada con Pablo Gómez, que ocupa un alto cargo directivo del grupo Inditex y era su novio desde la juventud. Con él ha tenido tres hijos, Martiño, Antía y Uxía, y vive en Oleiros, España.